# 愛在雲端世界巡迴演唱會
愛在雲端世界巡迴演唱會是香港男歌手周華健的巡迴演唱會。
2018年5月6日，主辦單位銀河集團在與周華健經紀公司談加場，確定2018年6月22日在雲頂雲星劇場加場，2018年5月7日中午開賣。

## 場次列表
| 日期             | 城市   | 國家     | 舉辦場館     | 嘉賓   |
| ---------------- | ------ | -------- | ------------ | ------ |
| 2018年6月22-23日 | 文冬縣 | 馬來西亞 | 雲頂雲星劇場 | 不適用 |

## 演唱會曲目
1. 有沒有一首歌會讓你想起我
2. 心的方向
3. 一起吃苦的幸福
4. 親親我的寶貝
5. 別傻了
6. 明天我要嫁給你
7. 凡人歌（李宗盛）
8. 俠客行
9. 風笑癡
10. 難唸的經
11. 刀劍如夢
12. 寡婦村傳奇
13. 紋身（崔迪）
14. 紅顏舊（劉濤）
15. 手掌心（丁噹）
16. 花旦
17. 有故事的人
18. 孤枕難眠
19. 為什麼我要走
20. 為愛情受傷
21. 愛相隨
22. 花心
23. 朋友
24. 讓我歡喜讓我憂
25. 家後（鄭進一）
26. 浪子心聲（許冠傑）【6月22日】／傷心的歌【6月23日】
27. 其實不想走